# San Nicolò Gerrei
San Nicolò Gerrei (Pauli Gerrei o Paùli Xrexèi in sardo) è un comune italiano di 717 abitanti della città metropolitana di Cagliari.
Localizzato nella sub-regione del Gerrei, in un territorio con caratteristiche sub-montane, abitato fin dal neolitico come dimostrano i numerosi ritrovamenti archeologici.

## Storia
Area abitata già in epoca neolitica, fu un centro abitato già in epoca punica e romana.
Nel medioevo appartenne al giudicato di Cagliari e fece parte col nome di Pauli Gerrei della curatoria del Gerrei, di cui fu capoluogo. Alla caduta del giudicato (1258) entrò a far parte del dominio pisano, e intorno al 1324 passò sotto quello aragonese.
Nel 1681 il paese fu incorporato nella contea di Villasalto, feudo degli Zatrillas, e vent'anni dopo fu annesso al marchesato di Villaclara, feudo prima degli stessi Zatrillas e poi dei Vivaldi Pasqua. Il paese fu anche residenza dei feudatari per un certo tempo. Venne riscattato ai Vivaldi Pasqua nel 1839, con la soppressione del sistema feudale.
Il 29 gennaio 1864 il comune di Pauli Gerrei assunse la nuova denominazione di San Nicolò Gerrei.

### Simboli
Lo stemma e il gonfalone del Comune di San Nicolò Gerrei sono stati concessi con decreto del presidente della Repubblica del 22 giugno 2005.
(D.P.R. 22.06.2005)
Il gonfalone è un drappo partito di azzurro e di giallo.

## Società

### Evoluzione demografica
Abitanti censiti

### Lingue e dialetti
La variante del sardo parlata a San Nicolò Gerrei è il campidanese occidentale.